# Tố Tâm
Tố Tâm là tên một tiểu thuyết của Hoàng Ngọc Phách (1896-1973), sáng tác năm 1925.
Nhiều tài liệu, có lẽ dựa trên Việt Nam Văn học Sử yếu của Dương Quảng Hàm và Nhà văn hiện đại của Vũ Ngọc Phan, cho Tố Tâm là tiểu thuyết đầu tiên của Việt Nam, nhưng trên thực tế trước Tố Tâm đã có rất nhiều tiểu thuyết sáng tác tại Nam Kỳ. Do giao thông cách trở thời Pháp thuộc (Nam Kỳ là đất thuộc địa, Bắc Kỳ là đất bảo hộ), những nhà nghiên cứu trên có thể vì thế mà không biết về các tiểu thuyết Truyện thầy Lazaro Phiền (1887) của Nguyễn Trọng Quản, Hoàng Tố Anh hàm oan (1910) của Trần Chánh Chiếu, Phan Yên ngoại sử (1910) của Trương Duy Toản, Kim thời dị sử (1917) của Biến Ngũ Nhy, Ai làm được (1922) của Hồ Biểu Chánh, v.v.
Riêng truyện Tố Tâm thì nguồn cảm hứng là La Dame aux camélias của văn hào người Pháp Alexandre Dumas con.
Năm 2006, một bản dịch Tố Tâm ra tiếng Pháp được xuất bản, mang tựa Un coeur pur: Le roman de Tô Tâm do Michèle Sullivan và Emanuelle Lê Oc Mach dịch.